# New Paris (Ohio)
New Paris – wieś w Stanach Zjednoczonych, w stanie Ohio, w hrabstwie Preble.